# 擬鴨舌癀舅
擬鴨舌癀舅（学名：Hemidiodia ocimifolia）为茜草科擬鴨舌癀舅屬下的一个种。